# Estadio de fútbol D.H.A
El Estadio de fútbol D.H.A (también conocido como Estadio Rahat) es un estadio de fútbol en el barrio de DHA en la ciudad de Karachi en el país asiático de Pakistán. Es el lugar sede del equipo de Karachi United, así como una sede regular para los torneos de fútbol de una escuela secundaria local.